# 24 Themis
24 Themis este un asteroid din centura de asteroizi. A fost  
descoperit de Annibale de Gasparis la Napoli la 5 aprilie 1853. Este numit după Themis, zeița dreptății din mitologia greacă.
Perturbațiile gravitaționale ale orbitei lui Themis au fost folosite pentru a se calcula masa planetei Jupiter la începutul lui 1875. La 24 decembrie 1975, 24 Themis a trecut pe lângă 2296 Kugultinov la o distanță minimă de 0,016 UA (2.400.000 km). Prin analiza perturbării orbitei lui Kugultinov din cauza atracției gravitaționale a lui Themis, masa asteroidului Themis a fost stabilită ca fiind aproximativ 2,89×10-11 mase solare.